# Ekvádor
Ekvádor (španělsky  Ecuador), plným názvem Ekvádorská republika (španělsky República del Ecuador), je stát v Jižní Americe, který leží na rovníku a zároveň je jeho pobřeží omýváno vodami Tichého oceánu. Jeho sousedy jsou Kolumbie na severu a Peru na jihovýchodě. Součástí Ekvádoru jsou rovněž Galapágy, jež leží asi 1 000 kilometrů západně od ekvádorského pobřeží v Tichém oceánu. Španělské slovo Ecuador znamená „rovník“. Hlavním městem je Quito, největším Guayaquil.
Před příchodem Evropanů území Ekvádoru ovládala Incká říše. V průběhu 16. století bylo kolonizováno Španělskem. Ke svržení koloniální nadvlády došlo v roce 1820, kdy vznikla Velká Kolumbie, z níž se v roce 1830 Ekvádor odtrhl a tento rok je tudíž považován za datum vzniku současného státu. Díky této historii má Ekvádor etnicky a rasově rozmanitou populaci, v níž převládají mesticové, kteří v sobě kombinují evropský a indiánský původ. Tato skupina tvoří zhruba 70 procent obyvatelstva. Úředním jazykem je španělština, mluví jí většina obyvatel, ačkoli je za oficiální jazyk uznáváno také 13 domorodých jazyků, včetně kečuánštiny a šuarštiny. Přes 90 procent Ekvádorců jsou křesťané, mezi nimi převládají katolíci. K roku 2021 měla země 17,6 milionu obyvatel.
S čím se může Ekvádor také pochlubit, je velmi nízká spotřeba tabákových výrobků. Až na ojedinělé výjimky v Ekvádoru nikdo nekouří.
Ekvádor je unitární stát a demokratická prezidentská republika. Je členem Organizace amerických států, Mercosur či Hnutí nezúčastněných zemí. Jeho ekonomika roste, je nicméně stále závislá na těžbě surovin a vývozu zemědělských produktů. Sociální úroveň se pozvolna zvyšuje, podle amerického Centra pro ekonomický a politický výzkum se v letech 2006 až 2016 chudoba snížila z 36,7 % na 22,5 %. Ekvádor nemá vlastní měnu a používá americký dolar, razí nicméně ekvádorské mince.
Mimořádná je biodiverzita země, zejména díky Galapágám, kde lze nalézt řadu endemických druhů zvířat a rostlin. I proto nová ústava z roku 2008, jakožto první na světě,[zdroj?] uznává vymahatelná „práva ekosystémů“.

## Dějiny

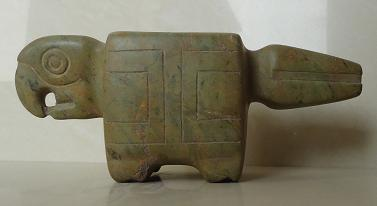
Předincké umění

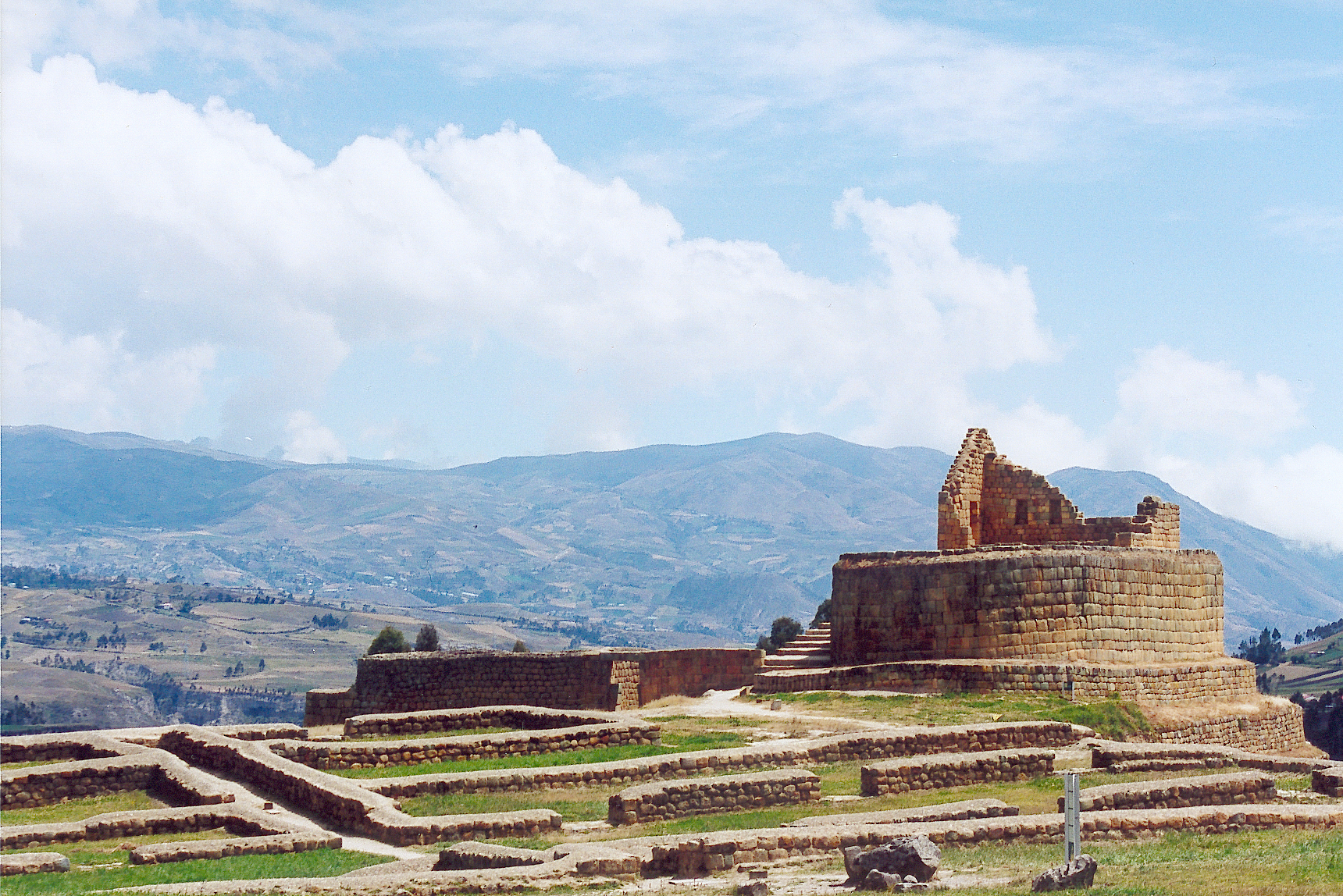
Incká pevnost Ingapirca

Archeologické důkazy naznačují, že k příchodu paleoindiánů došlo na konci poslední doby ledové, asi před 16 500–13 000 lety. Odborníci si nejsou jisti, zda první lidé, kteří dorazili do Ekvádoru, přišli ze Severní a Střední Ameriky po souši nebo na lodích, na kterých se plavili při pobřeží Tichého oceánu. Později migrace do Ekvádoru patrně využívala i přítoky Amazonky. Jisté je, že se na území vyvinuly různé jazyky a kultury lišící se etnicky, nábožensky i způsobem života. Obyvatelé pobřeží rozvíjeli kulturu lovu a rybolovu, lidé z And usedlý zemědělský způsob života a lidé z povodí Amazonky si osvojili kočovnictví. Nejvýznamnějšími předinckými kulturami byly Valdivia, Machalilla, Quitus a Cañari. Nejvíce se civilizace rozvinula v horských oblastech, kde došlo dokonce k pokusu vytvořit větší stát v podobě kmenové konfederace. Když roku 1463 na území vpadli Inkové, jejichž říše měla centrum v Peru, trvalo jim dvě generace, než konfederaci absorbovali. Obyvatelé původní konfederace, kteří dělali Inkům největší problémy, byly dokonce deportováni do vzdálených oblastí Peru, Bolívie a severní Argentiny. Naopak byla do Ekvádoru přesídlena řada věrných inckých poddaných z Peru a Bolívie, aby se zabránilo vzpouře. Když pak Inkové podnikli vpád do ekvádorských pobřežních oblastí a východních amazonských džunglí, setkali se ještě s větším odporem domorodého obyvatelstva. To se nakonec stáhlo do vnitrozemí a uchýlilo se k partyzánské válce. V důsledku toho Inkové nemohli expandovat do Amazonské pánve a zastavena byla i jejich expanze po pobřeží. Domorodí obyvatelé amazonské džungle a pobřežního Ekvádoru zůstali relativně autonomní až do příchodu Španělů a dokonce částečně i poté – udrželi si svůj jazyk a kulturu až do současnosti.
Již roku 1534 byl Ekvádor dobyt Španěly, kteří si indiány podmanili na 300 let. Klíčovou roli v dobytí sehrál conquistador Francisco Pizarro. Nové infekční choroby, které Evropané dovezli, zejména neštovice, způsobily během prvních desetiletí španělské nadvlády vysokou úmrtnost mezi indiánskou populací. Ve stejné době byli domorodci donuceni vstoupit do pracovního systému encomienda. Roku 1563 se Ekvádor stal součástí místokrálovství Peru. V roce 1717 byl připojen k místokrálovství Nová Granada.

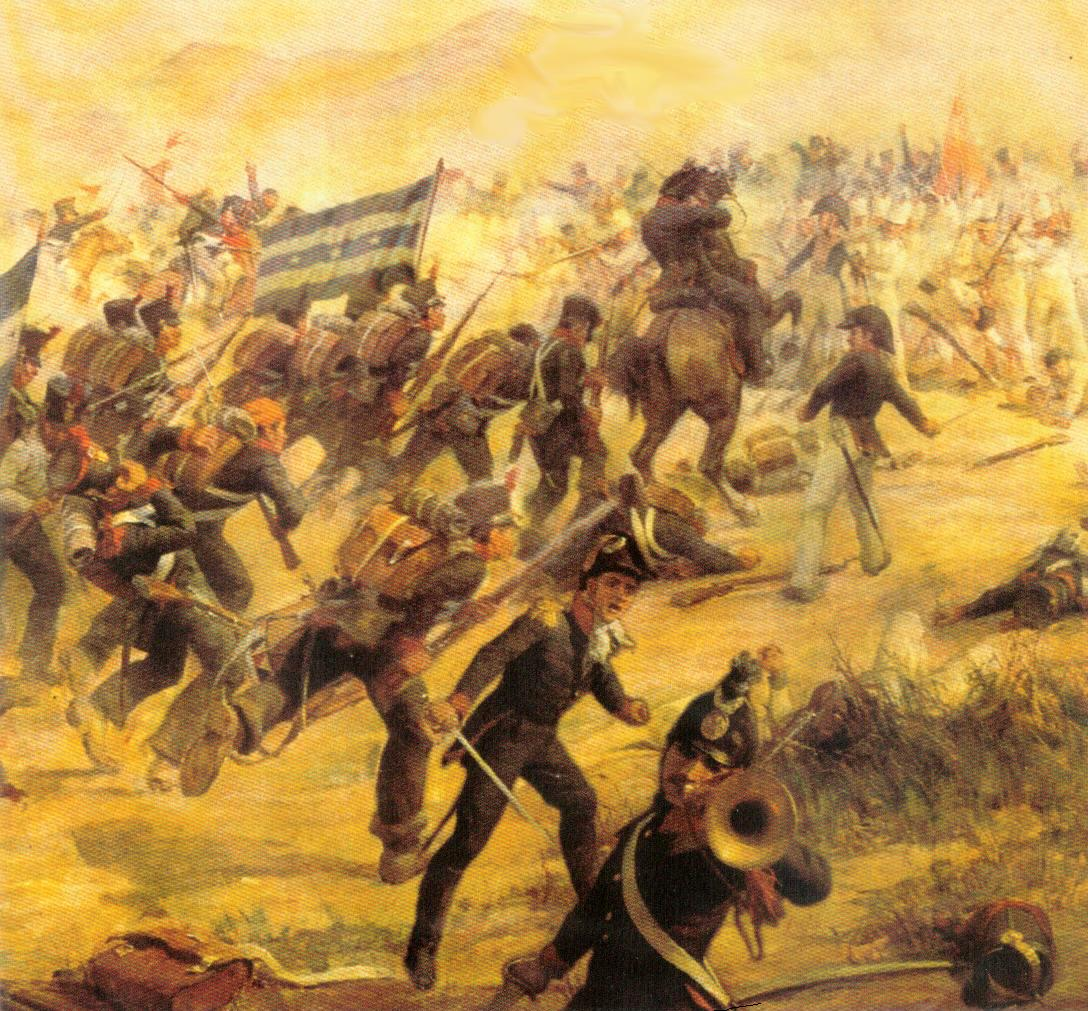
Ekvádorská válka za nezávislost: bitva u Camino Real roku 1820

10. srpna 1809 vyhlásilo město Quito nezávislost na Španělsku, jako první mezi národy Latinské Ameriky. Tato vzpoura, vyvolaná, poněkud paradoxně, Napoleonovým dobytím Španělska, Quitu vysloužila přezdívku Luz de América (Světlo Ameriky), byť nezávislá vláda netrvala déle než dva měsíce. Vzpoura byla důležitou inspirací pro hnutí za nezávislost v celé Španělské Americe a 10. srpen se dnes v Ekvádoru slaví jako Den nezávislosti. Byť skutečnou nezávislost země získala až roku 1822, po dvouleté válce za nezávislost, přesněji poté co Antonio José de Sucre definitivně porazil španělské monarchistické síly v bitvě u Pichincha poblíž Quita. Následně se Ekvádor připojil k republice Simóna Bolívara zvané Velká Kolumbie. V ní setrval osm let, roku 1830 se pak odtrhl. Dva roky poté anektoval Galapágy.
Prvním prezidentem Ekvádoru byl Juan José Flores, který byl nakonec sesazen, a následovala vláda několika autoritářských vůdců. V roce 1851 Ekvádor zrušil otroctví. Konzervativní Gabriel García Moreno sjednotil zemi v 60. letech 19. století za pomoci římskokatolické církve. Na konci 19. století svázala světová poptávka po kakau ekonomiku s vývozem komodit a vedla k migraci z vnitrozemí na pobřeží.
V roce 1895 zažil Ekvádor pod vedením Eloye Alfaroa tzv. liberální revoluci, která snížila vliv církve a konzervativních vlastníků půdy. Liberálové, kteří se tehdy ujali vlády, si moc udrželi až do roku 1925. Poté se projevila destabilizace a časté střídání civilních a vojenských vlád. Pětkrát se k moci prodral José María Velasco Ibarra, označovaný obvykle za populistu. V letech 1940 až 1942 proběhla neúspěšná válka s Peru, při které Ekvádor ztratil část vnitrozemí (do té doby sousedil s Brazílií). Mezi lety 1950 a 1970 proběhlo několik státních převratů. V období let 1960 a 1979 lze mluvit o vojenských nedemokratických režimech. V roce 1972 armádní junta provedla puč, při kterém došlo k sesazení José Maríi Velasca Ibarry a započala tak diktatura Guilerma Rodrígeze.

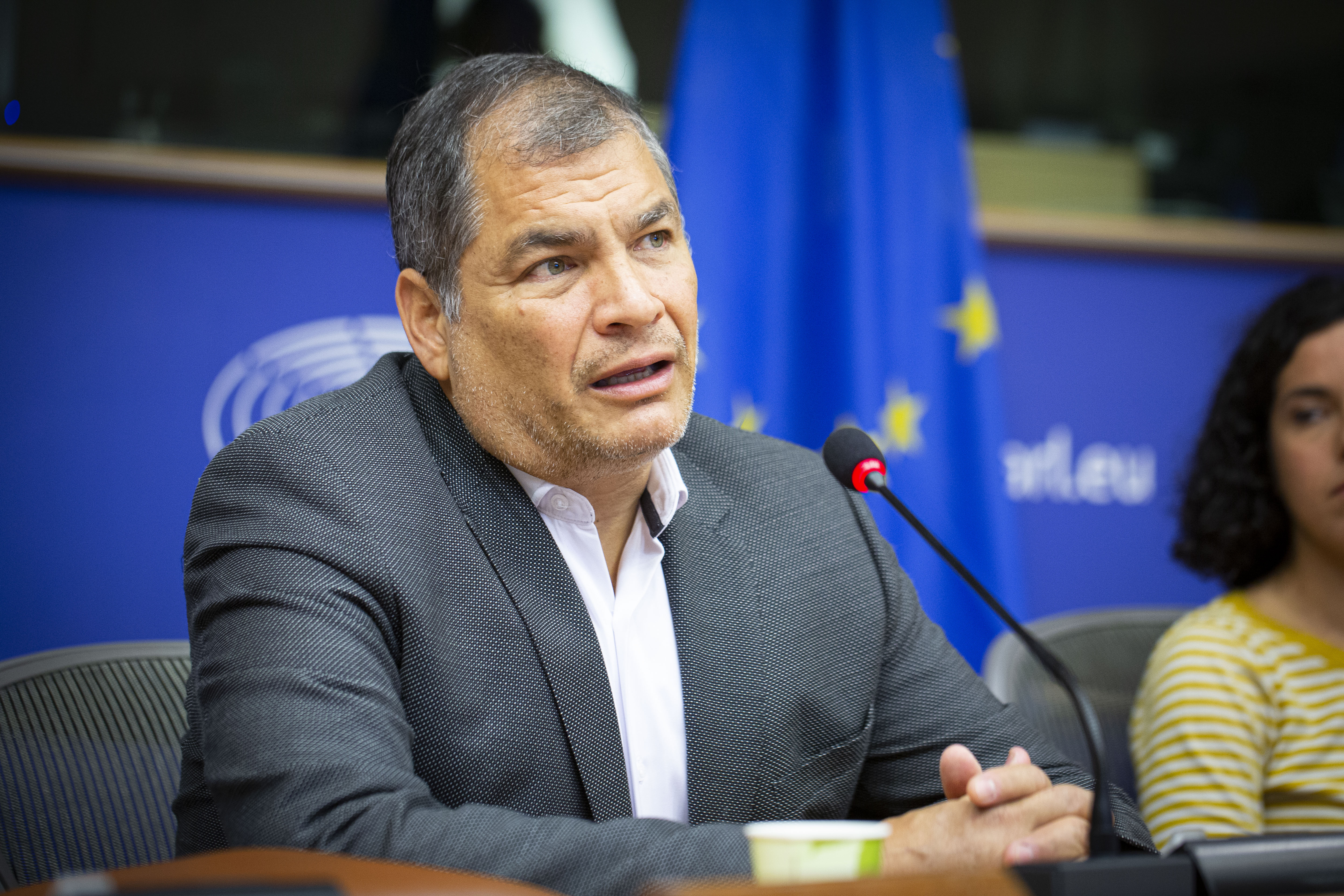
Levicový Rafael Correa vládl v zemi v letech 2007–2017

V roce 1979 byl obnoven civilní demokratický režim. Prvním demokratickým prezidentem po velmi dlouhé době byl zvolen Jaime Roldós Aguilera. Ten zemřel roku 1981 při letecké havárii, kolem níž se vyrojilo, jako u většiny podobných událostí, mnoho konspiračních teorií. K nejobvyklejším patřilo, že byl Aguilera zabit Američany kvůli své reformní politice. Roku 1988 byl zvolen prezidentem Rodrigo Borja Cevallos, který otevřel zemi více zahraničnímu obchodu, ale po roce 1999 se začala prosazovat radikální levice spojená s hnutím domorodého obyvatelstva. Výsledkem byl nástup Rafaela Correy k moci v roce 2007. Correa vytvořil jakýsi neokomunistický blok s venezuelským prezidentem Hugo Chávezem a bolivijským vůdcem Evo Moralesem. V prosinci 2008 prezident Correa prohlásil ekvádorský státní dluh za nelegitimní na základě argumentu, že byl sjednaný "zkorumpovanými a despotickými předchozími režimy". Oznámil, že země nesplatí dluhopisy v hodnotě přes 3 miliardy dolarů. Díky Correově podpoře se také mohl usadit na ekvádorském vyslanectví v Londýně Julian Assange.
Radikálové přišli o moc až roku 2017, kdy byl prezidentem zvolen Lenín Moreno, jenž je od postřelení při loupeži upoután na invalidní vozík. Ačkoli dělal Correovi viceprezidenta, odklonil se od jeho ultralevicové politiky, což také vedlo ke konfliktu obou politiků. Aby se Moreno pojistil proti Correově návratu k moci, vypsal referendum o změnách ústavy, v němž občané odhlasovali, že jedna osoba může vykonávat prezidentský úřad v maximálně dvou volebních obdobích. Moreno také zrušil azyl Assangeovi, za což ho Correa označil za "největšího zrádce v ekvádorské a latinskoamerické historii". V říjnu 2018 přerušila vláda prezidenta Morena diplomatické styky s venezuelským režimem Nicoláse Madura, vztahy se Spojenými státy Moreno naopak výrazně zlepšil.
Volby, které proběhly 11. dubna 2021, skončily vítězstvím konzervativce a bývalého bankéře Guillerma Lassa, který získal 52,4 % hlasů oproti 47,6 % levicového kandidáta Andrése Arauze, podporovaného Correou. Lasso se tak stal prvním pravicovým vůdcem země za posledních 14 let.

## Státní symboly

### Vlajka
Ekvádorská vlajka je tvořena listem o poměru stran 1:2 se třemi vodorovnými pruhy – žlutým, modrým a červeným – v poměru 2:1:1, poměr stran listu vlajky je 2:3.
Národní vlajka pro civilní použití je bez státního znaku, zatímco na státní vlajce je umístěn znak. V praxi se však lze běžně setkat s civilním užitím státní vlajky.

### Znak
Státní znak Ekvádoru je tvořen modrým oválem (s krajinou v přirozených barvách) se stříbrným lemem. V popředí krajiny je moře, na  něm kolesový parník se žluto-modro-červenou vlajkou na zádi a znamením boha Merkura mezi komínem na přídi a kolesem uprostřed lodi. Do moře ústí řeka Guayas, kolem je zelená krajina, v pozadí vulkán Chimborazo se sněhovou pokrývkou vrcholu a modrá obloha. Nad krajinou je zlaté slunce uprostřed stříbrného oblouku a zvířetníková znamení po stranách pro březen až červenec. Ovál obklopují z obou stran dvojice zkřížených žluto-modro-červených praporů s modro-červenými praporovými šňůrami se zlatými střapci. Mezi prapory jsou zelená vavřínová a palmová ratolest. Na oválu sedí (heraldicky vlevo hledící) kondor andský v přirozených barvách, pod ním je liktorský svazek se sekerou.

### Hymna
Ekvádorská hymna je píseň ¡Salve, Oh Patria! (česky Sláva naše vlasti!). V roce 1865 napsal na vyžádání ekvádorského senátu básník Juan León Mera text. Hudbu složil Antonio Neumane.

## Geografie

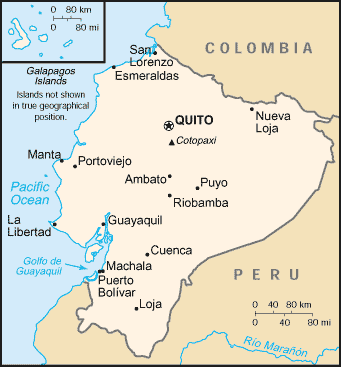
Mapa Ekvádoru

Krajina Ekvádoru je velmi různorodá a dá se rozdělit do tří částí (západní, centrální Andy a východní), které se od sebe výrazně liší klimatem, biotypem, ale i zvyky.
Země je rozdělena na 24 provincií a dělí se na 3 odlišné geoklimatické celky:

1. Pobřežní pás (Costa) – nížinný, s deštnými pralesy a na jihu se savanami; 

2. Horský pás And (Sierra) – pásma Cordillera Occidental a Cordillera Oriental, mezi nimi pánve a náhorní plošiny ve výšce 2200–2900 m n. m. Sopečné vrcholy: vyhaslé Chimborazo (6310 m n. m. – nejvyšší bod), ve východním pohoří činné sopky (Cotopaxi je jednou z nejvyšších aktivních sopek na světě – 5897 m n. m.), rostlinstvo uspořádáno do výškových stupňů; 

3. Východní pás (Oriente) – okraj Amazonské nížiny (deštný prales).
Území Ekvádoru je z 35 % pokryto lesními porosty, zemědělská půda zaujímá 28 % rozlohy státu. Existuje zde 11 národních parků (stav v roce 2014).
V České republice existuje několik dobrovolnických projektů pro záchranu ekvádorské přírody. Jedním z odkazovaných projektů je Bosque Medicinal (Léčivý les). Odlesňování v amazonském deštném pralese představuje kritický problém v našem moderním světě, protože je hlavní příčinou mnoha dalších problémů, které ovlivňují celou planetu.

## Politický systém

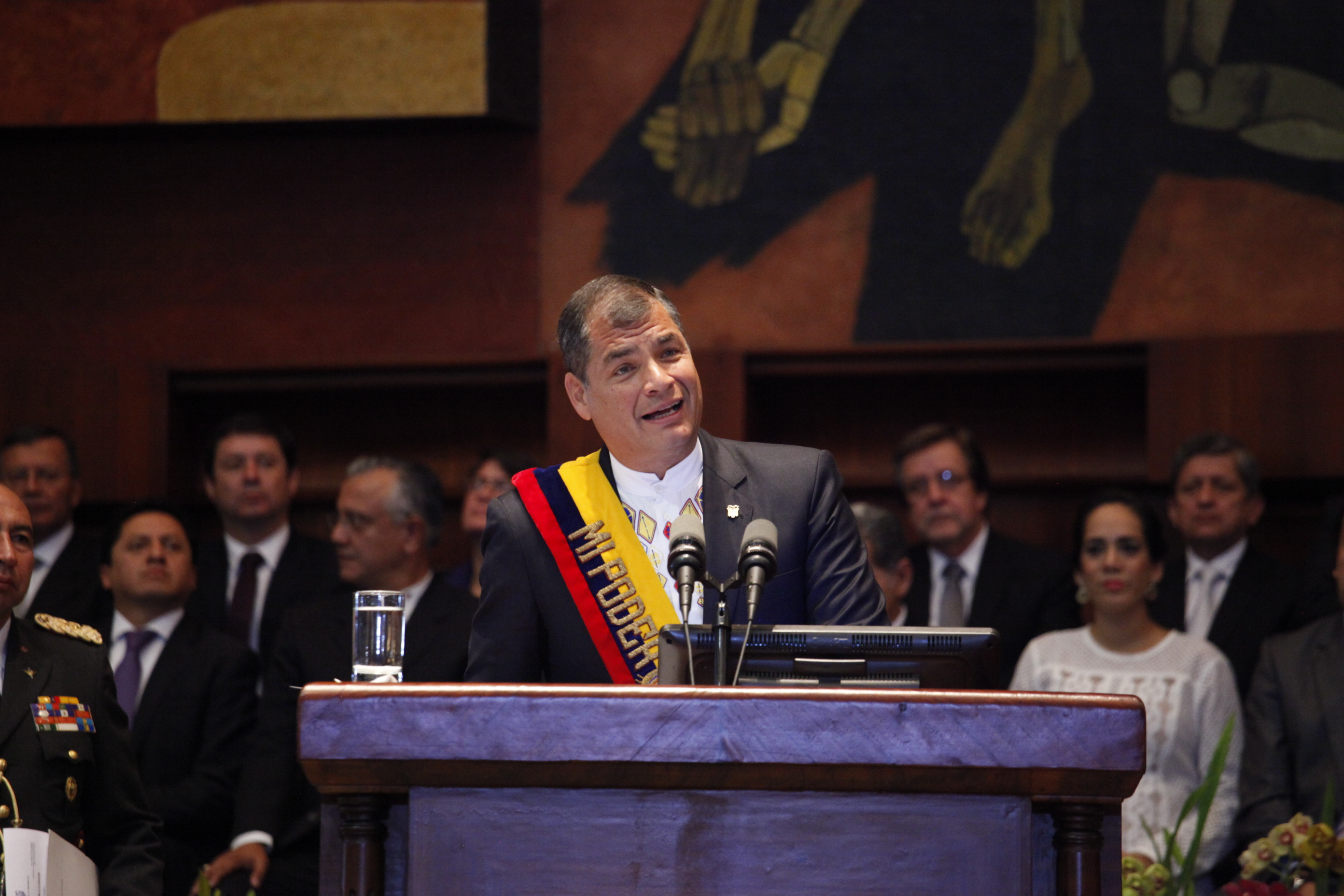
Populární levicový politik Rafael Correa vládl zemi od roku 2007 do roku 2017

Politika se v Ekvádoru uplatňuje v rámci prezidentského systému zastupujícího demokratickou republiku, kde je prezident Ekvádoru hlavou státu. Je zde i předseda vlády a pluralitní systém stran. Výkonnou moc představuje vláda. Legislativní moc je tak svěřena vládě i Národnímu kongresu Ekvádoru. Soudnictví je nezávislé na výkonné moci a zákonodárného sboru.

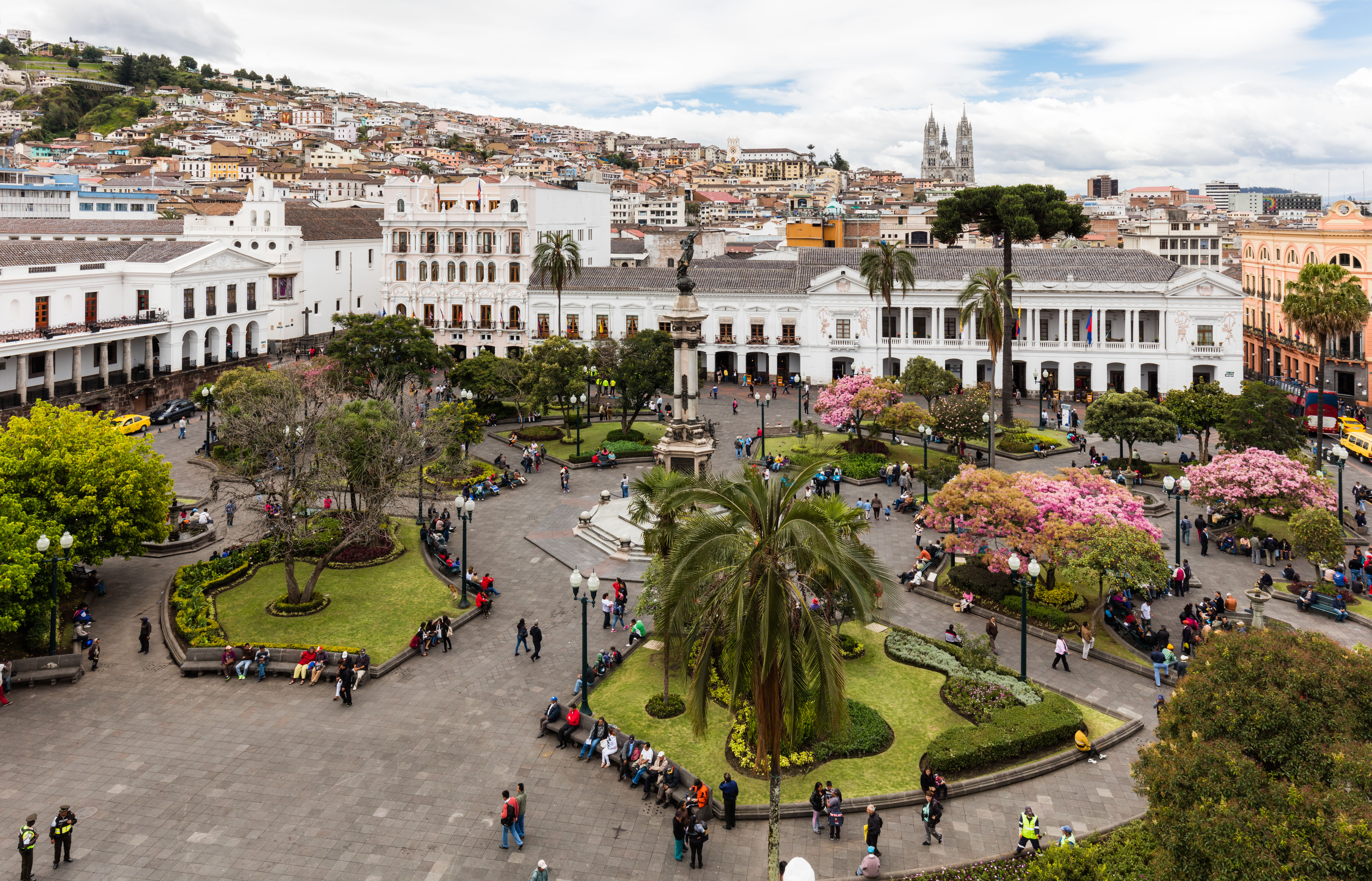
Náměstí nezávislosti v Quitu

Ekvádor často klade důraz na multilaterální přístup k mezinárodním otázkám. Ekvádor je členem Organizace spojených národů (a většiny jejich specializovaných agentur) a členem mnoha regionálních uskupení, včetně organizací jako skupina z Ria, Latinskoamerický ekonomický systém, Latinskoamerické energetické organizace, Latinskoamerické integrační sdružení a Andský pakt.

### Zahraniční politika
Vztahy s komunistickým Československem byly 2× v minulosti narušeny vyhoštěním československých diplomatů v roce 1957 (bez ukončení diplomatických vztahů) a v roce 1956[zdroj⁠?!] (s ukončením diplomatických vztahů). V současnosti jsou diplomatické vztahy navázány, ale ČR v Quitu nemá velvyslanectví.
Spojené státy americké měly na pobřeží země leteckou základnu Eloy Alfaro, ale prezident ji 7. února 2009 nařídil zrušit. 4. dubna 2011, po jedné z afér WikiLeaks označil americkou ambasadorku Heather Hodges persona non grata. Ekvádor poskytl na svém velvyslanectví v Londýně azyl spoluzakladateli WikiLeaks Julianu Assangemu.
Asi nejnapjatější zahraniční vztahy má Ekvádor s Kolumbií.[zdroj⁠?!] V dubnu 2008 dokonce propukla „andská diplomatická krize“, poté, co v hraničních oblastech obou zemí docházelo k ozbrojených střetnutím kolumbijských armádních jednotek a tamních guerrilových skupin.

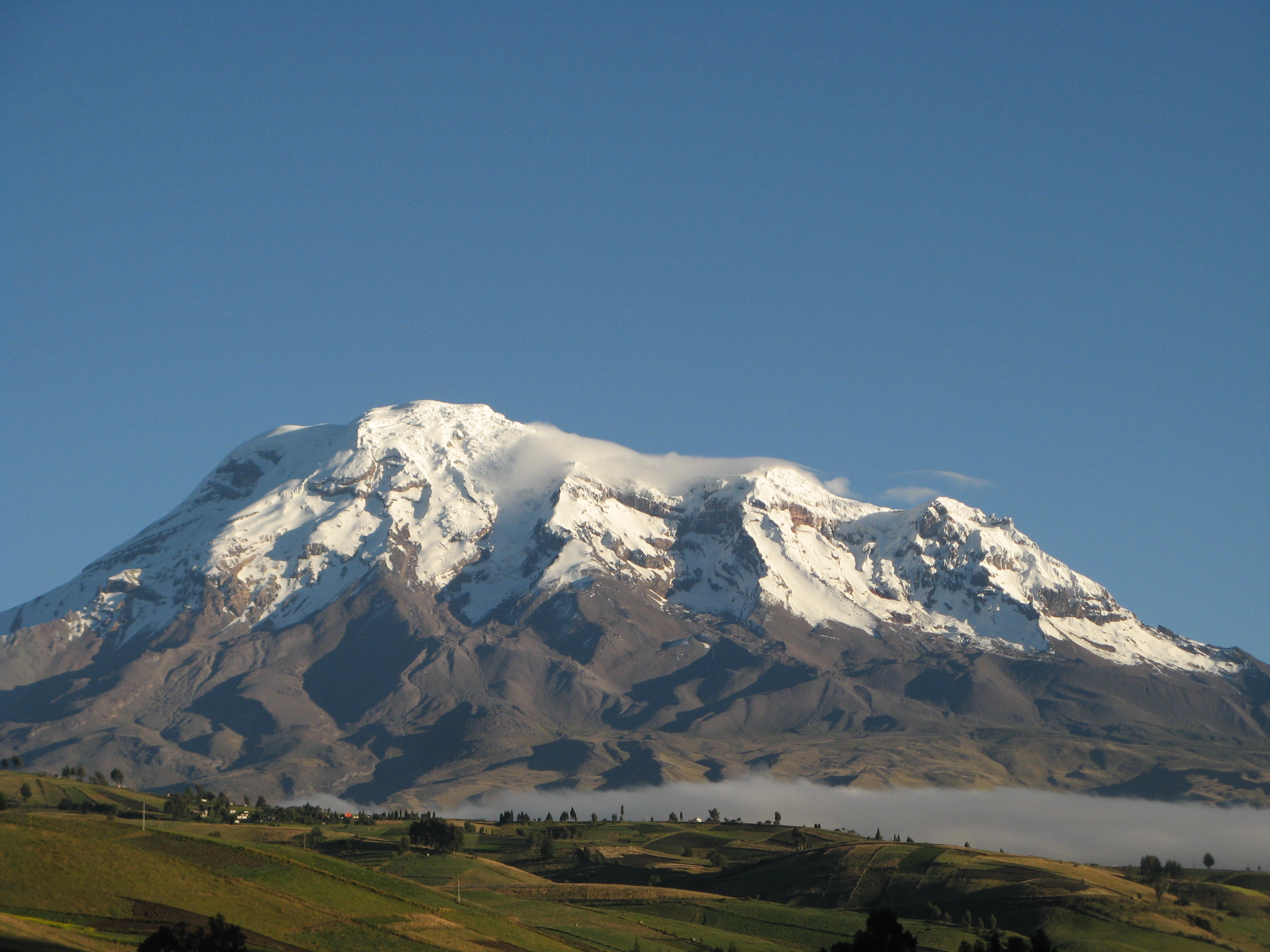
Vyhaslý stratovulkán Chimborazo (6263 m) je nejvyšší horou Ekvádoru

### Administrativní dělení

Provincie Ekvádoru

Ekvádor se dělí na 24 provincií (provincia, množné číslo provincias), v závorce je uvedeno hlavní město:
| - 1 Provincie Azuay (Cuenca) - 2 Provincie Bolívar (Guaranda) - 3 Provincie Cañar (Azogues) - 4 Provincie Carchi (Tulcán) - 5 Provincie Chimborazo (Riobamba) - 6 Provincie Cotopaxi (Latacunga) - 7 Provincie El Oro (Machala) - 8 Provincie Esmeraldas (Esmeraldas) - 9 Provincie Galápagos (Puerto Baquerizo Moreno) - 10 Provincie Guayas (Guayaquil) - 11 Provincie Imbabura (Ibarra) - 12 Provincie Loja (Loja) | - 13 Provincie Los Ríos (Babahoyo) - 14 Provincie Manabí (Portoviejo) - 15 Provincie Morona Santiago (Macas) - 16 Provincie Napo (Tena) - 17 Provincie Orellana (Puerto Francisco de Orellana) - 18 Provincie Pastaza (Puyo) - 19 Provincie Pichincha (Quito) - 20 Provincie Santa Elena (Santa Elena) - 21 Provincie Santo Domingo de los Tsáchilas (Santo Domingo de los Colorados) - 22 Provincie Sucumbíos (Nueva Loja) - 23 Provincie Tungurahua (Ambato) - 24 Provincie Zamora Chinchipe (Zamora) |

Provincie se dále dělí na 199 kantonů.

## Ekonomika

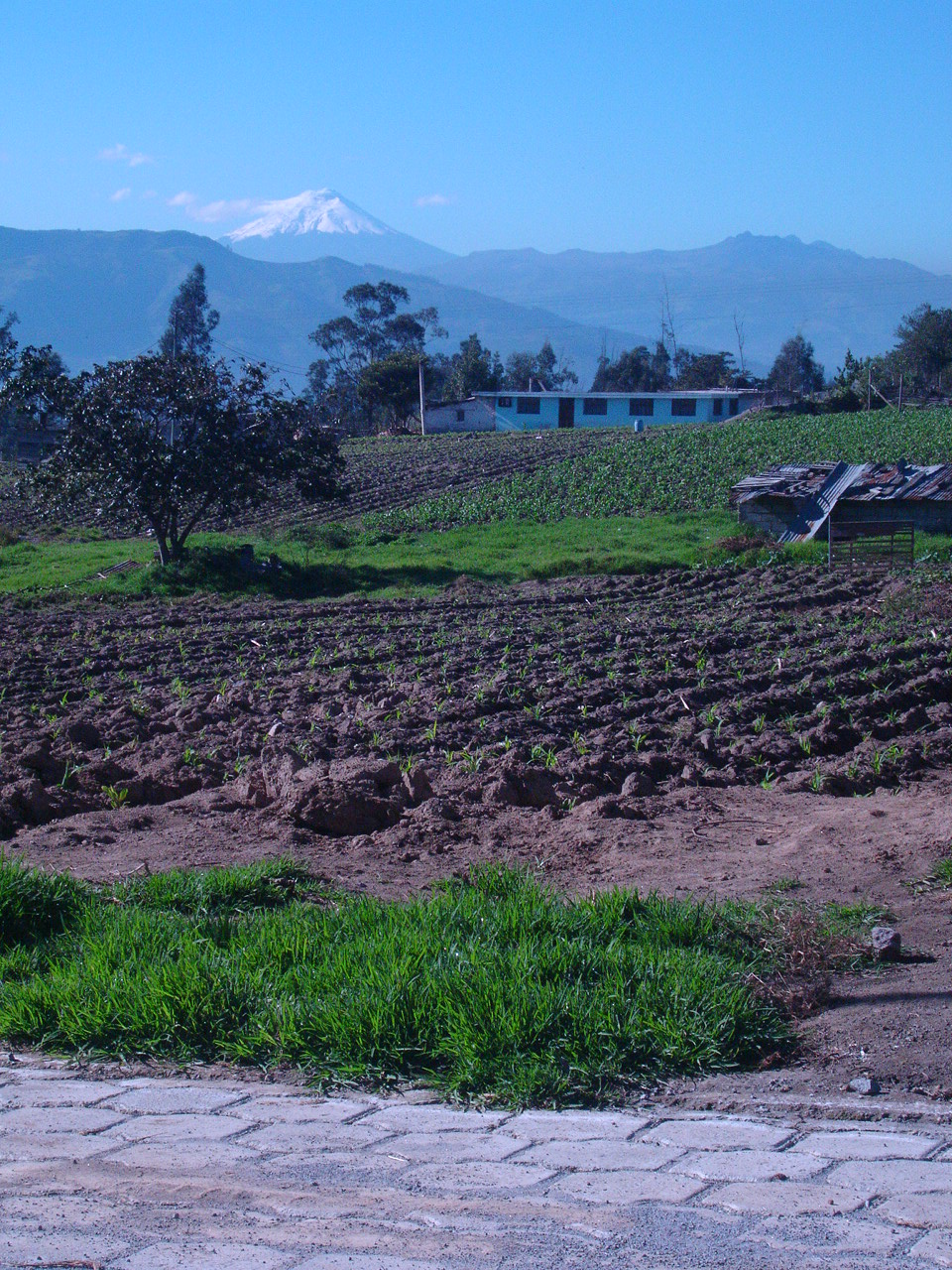
Pole v ekvádorských Andách

Hlavním problémem současného Ekvádoru je chudoba, která prostupuje celou zemí od počátku státu. Ekvádor se vždy řadil mezi chudé státy Jižní Ameriky a lepší situaci nepřineslo ani nalezení ropy v 70. letech, které sice přineslo částečný hospodářský růst a zlepšení situace ve městech, ale celkově země výrazně hospodářsky neposílila.
Pro Ekvádor měl katastrofální dopad průběh hospodářské recese v 80. letech (stejně tak jako na většinu zemí Jižní Ameriky), kdy inflace v zemi v roce 1989 dosáhla 76 %. V následující dekádě se však podařilo vládě situaci částečně zlepšit a mezi lety 1995 a 1997 se pohybovala v rozmezí hodnot 25–30 %. Situace vedla k ohromnému zadlužení země v cizině. Podle hospodářských prognóz měly být zásoby ropy vyčerpány do roku 2010, což ještě přitížilo slabému hospodářství.
Situaci v zemi nezlepšuje ani fakt, že 1 % bohatých statkářů vlastní přes 40 % zemědělské půdy. 2/3 rodinných farem jsou menší než 5 ha – jedná se o příliš malé farmy, které nejsou schopny uživit ani farmářské rodiny, což zapříčiňuje odliv obyvatelstva do měst. Vidina snazšího bohatství však často končí v příměstských slumech například v Guayaquilu. Tíživou situaci ještě více umocňuje silná půdní eroze v oblasti And a celkově těžké podmínky, jež zde panují.
Hlavními vývozními artikly Ekvádoru jsou ropa, kakao, káva, květiny, balza, banány a garnáti. Mezi hlavní hospodářská odvětví patří zemědělství, těžba a rafinace ropy, výroba cementu, petrochemie a potravinářství.

## Obyvatelstvo

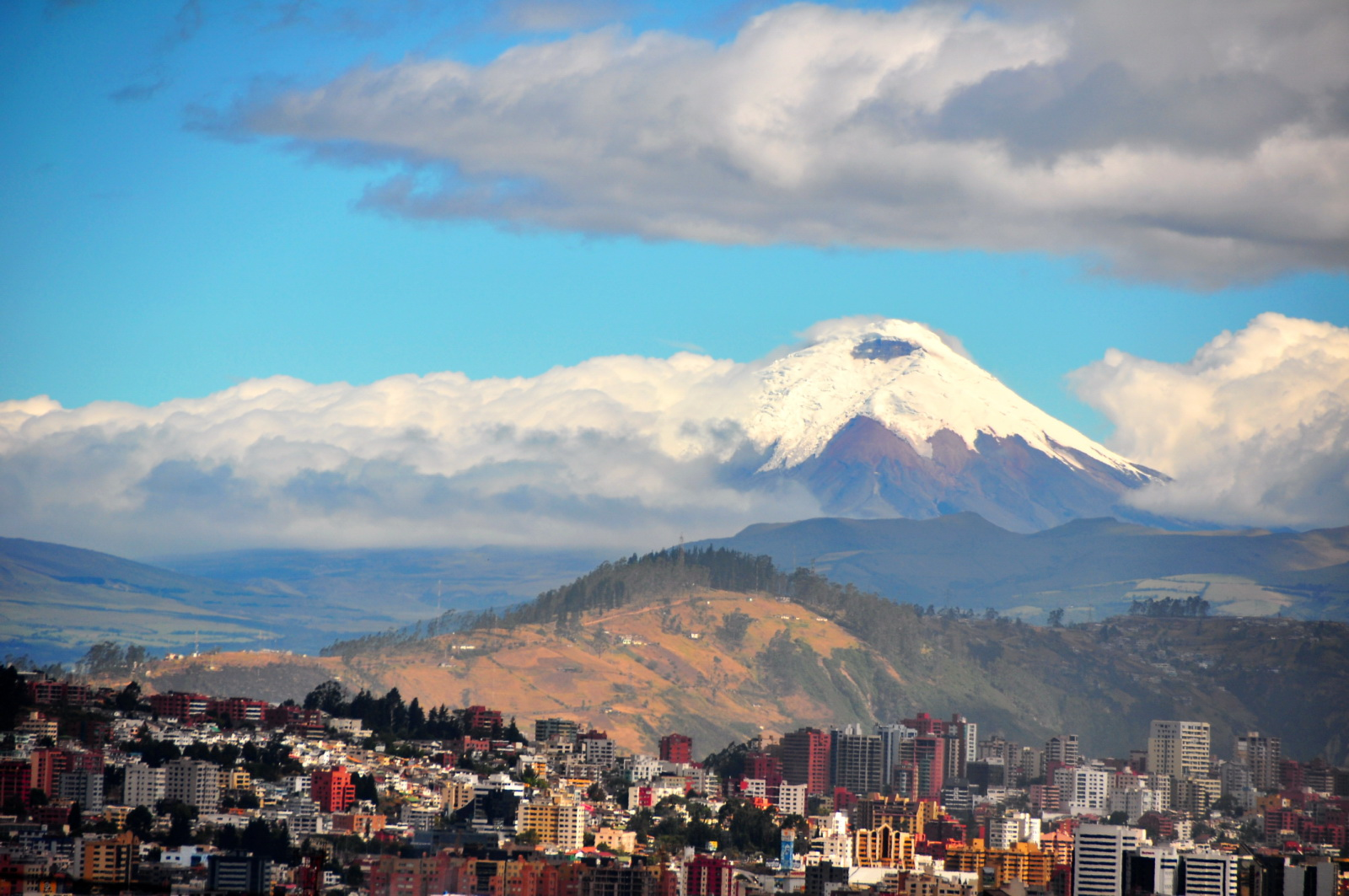
Hlavní město Quito má 2 miliony obyvatel

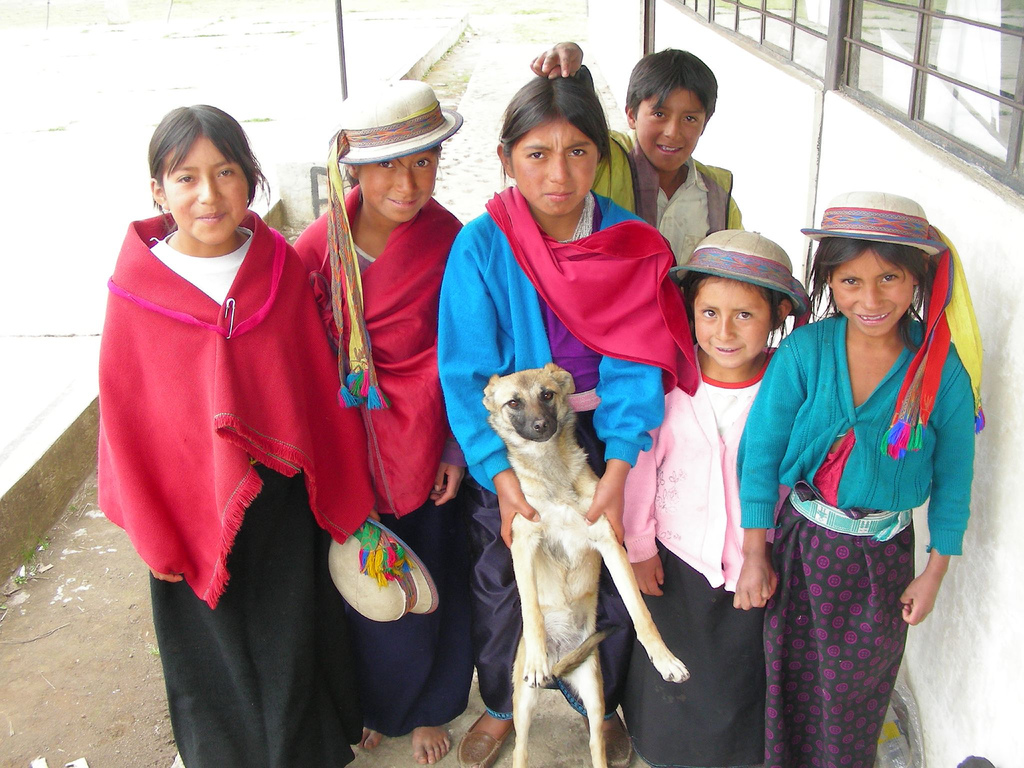
Indiánské děti z Ekvádoru

Kolem třetiny populace jsou čistokrevní indiáni z kmenů Chívarů a Kečuů. V roce 2010 se k indiánskému původu přihlásilo 7 % obyvatel, ale procento lidí domorodého původu je pravděpodobně vyšší. Vláda jim poskytla velké území na východě země, ale indiáni mají stále malý kapitál a malou politickou moc. Kojenecká úmrtnost u indiánů přesahuje 9 % a jejich průměrná délka života je velmi nízká, pohybuje se okolo 50 let. Některé kmeny žijí jako kočovníci v hloubi ekvádorského deštného pralesa. Tam si vždy vymýtí kus lesa, kde si postaví vesnici z chaloupek s doškovou střechou, vypěstují něco málo plodin a po žních se pak přesunou dál, kde loví zvěř a rybaří. Chívarové v Amazonii prosluli jako lovci lebek. Někteří příslušníci kmene Huaorani stále žijí izolovaně bez kontaktu s vnějším světem. Mezi izolovanými indiány v pralese dochází k mezikmenovým válkám. Většina indiánů žije v andské oblasti nebo v Amazonii; v západním Ekvádoru zbylo původních obyvatel nejméně, dnes tam oficiálně najdeme 5 indiánských etnik:
1) Manta-Huancavilca-Puná – oficiální uskupení původních obyvatel žijících na jihozápadním pobřeží (provincie Manabí, Sanat Elena, Guayas), kteří již však ztratili svůj původní jazyk.
2) Tsáchila (Los Colorados) – indiáni žijící původně v pralesích v provincii Santo Domingo, které jsou však dnes vykáceny. Toto etnikum si dosud udržuje svůj jazyk zvaný Tsá´fíqui a díky turismu se snaží udržovat svoji původní kulturu, tradice a znalosti. 
3) Epera (Eperãra Siapidaarã) je etnikum, které obývá pobřežní pralesy od Panamy přes Kolumbii po severní pobřeží Ekvádoru. Tam přežívá posledních 600 příslušníků ve 3 komunitách v provincii Esmeraldas. Jejich původní jazyk se nazývá siapedee.
4) Chachi (Los Cayapas) je pravděpodobně původně andské etnikum, které uteklo před španělskou invazí do pobřežních vlhkých pralesů provincie Esmerladas, kde jich v současnosti žije kolem 8000. Žijí v několika malých komunitách na okraji posledních deštných pralesů pacifického pobřeží (Chocó), které jim byly přiděleny jako jejich území.  Jejich původním jazykem je cha'palaa.
5) Awá – etnikum obývající pralesní pobřeží jižní Kolumbie a severního Ekvádoru v bezprostřední blízkosti hranic v provincii Esmeraldas a Carchi. Oficiálně obývají 19 komunit a celkové číslo obyvatel je kolem 3500. Jejich původní jazyk se nazývá Awapit.
Další indiánské kmeny najdeme vysoko v Andách; obdělávají tam malá políčka a prodávají řemeslné výrobky. Předkové těchto kmenů tvořili součást obyvatelstva incké říše, jež se během 15. století rozšířila z Peru na sever a kromě centrálních And pokryla i jižní část severních And. Španělé si Inky podrobili ve 30. letech 16. století a přinesli na dobytá území feudální systém zvaný encomienda. Z Afriky si dovezli otroky, kteří pak pracovali na cukrových plantážích podél pobřeží. Dnes se většina obyvatel považuje za mestice smíšeného původu – míšenci bělochů a indiánů tvoří 71,9 % obyvatelstva, 7,4 % obyvatel jsou tzv. Montubiové, domorodé obyvatelstvo z pobřeží – od roku 2001 samostatná skupina, 7,2 % Afroekvádorci, 7 % indiáni a 6,1 % běloši převážně španělského původu. V 80. letech 20. století se k indiánskému původu hlásilo přibližně 40 % obyvatel, 40 % obyvatel se považovalo za mestice, 15 % za bělochy a 5 % za černochy. Úředními jazyky jsou španělština, kečujština a šuárština, nejvíce se však používá španělština.
Ekvádor se zbavil závislosti na Španělsku ve 20. letech 19. století, lidé španělského původu však zůstali tou nejbohatší a nejvlivnější skupinou v zemi, zatímco mnoho původních obyvatel žije v chudobě. Novodobé dějiny Ekvádoru se vyznačují politickou nestabilitou; došlo zde k celé řadě vojenských převratů a bouřlivých povstání. Od roku 1919 je vláda volena demokratickou cestou, problém chudoby však zůstává nevyřešen.

### Náboženství
Přibližně 68 % obyvatel je římskokatolického vyznání. Velká část obyvatelstva víru praktikuje a navštěvuje mše pravidelně. Ve venkovských oblastech Ekvádoru jsou domorodá víra a křesťanství někdy synkretické. Jako v řadě jiných latinskoamerických zemí zaznamenal protestantismus masivní růst, speciálně v chudých venkovských oblastech. Jiné seskupení, jako například Svědkové Jehovovi a Mormoni, rovněž zvyšují počty členů. Existuje malá muslimská menšina čítající několik tisíc osob. Židovská komunita má pouze o něco více než 1 000 členů, hlavně německého a italského původu.

## Kultura

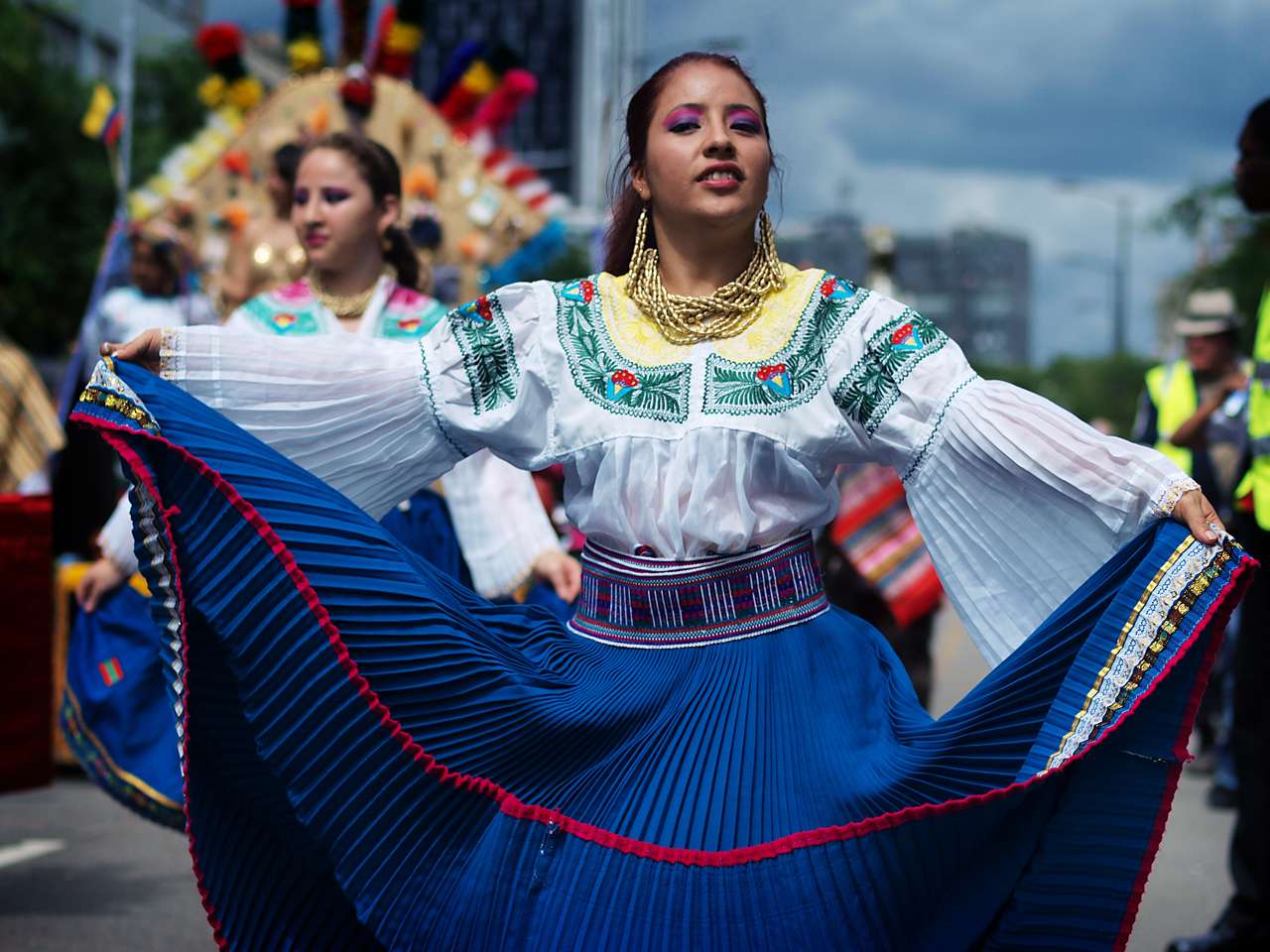
Ekvádorské mestické ženy na slavnosti Carnaval del Pueblo v roce 2010

Převládající kultura v Ekvádoru je definována ekvádorskou většinou mesticů a jejich předky, je směsí evropské a jihoamerické kultury s některými africkými prvky zděděnými po zotročených předcích. Ekvádorské domorodé komunity jsou většinou víceméně integrované do těchto mainstreamových kultur, a to zejména vzdálenější domorodé komunity Amazonské kotliny.
K nejznámějším ekvádorským spisovatelům patří Jorge Icaza Coronel, který se proslavil románem Huasipungo. Spisovatel Juan Montalvo je zobrazen na ekvádorské minci. K nejslavnějším básníkům patří Jorge Enrique Adoum. Eugenio Espejo byl první ekvádorský novinář. Nejuznávanějším ekvádorským malířem je Oswaldo Guayasamín.
Na seznam světového kulturního dědictví UNESCO bylo zapsáno Quito (1978), historické centrum města Santa Ana de los Ríos de Cuenca (1999) a systém 30 000 kilometrů starověkých inckých silnic (2014).

### Sport
Nejpopulárnějším sportem v Ekvádoru je, podobně jako ve většině jihoamerických zemí, fotbal. Několik nejznámějších týmů: Barcelona SC a CS Emelec z Guayaquilu, Liga Deportiva Universitaria de Quito a El Nacional (ekvádorské ozbrojené síly) z Quita, Olmedo z Riobamba a Deportivo Cuenca z Cuenca. LDU Quito je dosud jediným ekvádorským klubem, jemuž se podařilo získat nejprestižnější jihoamerickou klubovou trofej, Pohár osvoboditelů – zvítězil v něm v roce 2008. Ekvádorská fotbalová reprezentace se třikrát zúčastnila světového šampionátu, poprvé roku 2002. Nejlepšího výsledku dosáhla roku 2006 na šampionátu v Německu, kde Ekvádorci postoupili ze skupiny do osmifinále, v němž podlehli Anglii.
Projevuje se značný zájem o tenis ve střední a vyšší vrstvě ekvádorské společnosti a několik ekvádorských profesionálních hráčů dosáhlo mezinárodního věhlasu, včetně jmen jako Francisco Segura či Andrés Gómez a v 90. letech Nicolás Lapentti. Basketbal má také velkou popularitu, protože mezi ekvádorské speciality patří Ecuavolley, variace volejbalu pro tři hráče. Býčí zápasy se praktikují na profesionální úrovni pouze v Quitu během výročních slavností na památku založení města Španěly, ačkoli nekrvavá forma tohoto sportu, nazývaná rodeos montubios, se praktikuje v mnoha venkovských oblastech během místních slavností.
Ekvádor se poprvé zúčastnil olympijských her již v roce 1924, poté však přišla dlouhá pauza a ekvádorští sportovci se vrátili na olympiádu až roku 1968. Na první medaili si počkali do roku 1996, byla však ihned zlatá – na hrách v Atlantě triumfoval na dvacetikilometrové trati chodec Jefferson Pérez, jinak též trojnásobný mistr světa. Stejný závodník a na stejné trati zajistil Ekvádoru i druhou olympijskou medaili, a to o dvanáct let později na hrách v Pekingu roku 2008. Historickou se pak pro Ekvádorce stala zejména olympiáda v Tokiu konaná roku 2021, ze které národní výprava přivezla rekordní tři medaile. Národní událostí se stalo zejména vítězství cyklisty Richarda Carapaze v silničním závodě. Carapaz patří k největším hvězdám ekvádorského sportu, v roce 2019 vyhrál Giro d'Italia. Na Vueltě byl o rok později celkově druhý, další rok zaznamenal své nejlepší celkové umístění na Tour de France, třetí místo. Ekvádor však z Tokia přivezl ještě jedno zlato, díky vzpěračce Neisi Dajomesové. Její kolegyně z vyšší váhové kategorie Tamara Salazarová pak přidala do medailové sbírky stříbro. V roce 2018 se Ekvádor poprvé zúčastnil zimních olympijských her.

### Kuchyně
Kuchyně je v Ekvádoru velmi různorodá; mění se s nadmořskou výškou spolu s podmínkami pro zemědělství. Cuy (pečené morče) je populární v horských oblastech. Existuje celá paleta čerstvého ovoce, zejména v nižších polohách. Mořské plody jsou populární na pobřeží, především corvina a garnáti. I krevety jsou velmi populární a čerstvé. Strava nabízena na ulicích v Ekvádoru jsou brambory s opékaným vepřovým masem. Fanesca je jídlo známé v Ekvádoru – je to čočková polévka se sušenou treskou, mlékem a četnými druhy fazolí, např. zelenými fazolemi, lima fazolemi a chochos. Velmi důležitou součástí jídelníčku, v podstatě na denní bázi, je rýže.